# Semiothisa decolor
Semiothisa decolor là một loài bướm đêm trong họ Geometridae.